# Zatracená krvavá láska
Zatracená krvavá láska (v originále Love Lies Bleeding) je britsko-americký filmový thriller britské režisérky Rose Glass z roku 2024.

## Příběh
Nové Mexiko, rok 1989. V zapadákově ve vyprahlé poušti se setkává znuděná pracovnice posilovny Lou (Kirsten Stewart) a ambiciózní kulturistka Jackie (Katy O'Brian). Jackie míří na kulturistickou soutěž do Las Vegas, Lou se do ní okamžitě zamiluje, nabídne jí azyl ve svém bytě a také podpůrné steroidy. Lou se rovněž snaží chránit svou sestru před jejím násilnickým manželem a držet se dál od otce, který provozuje nedalekou střelnici a chová brouky. Když ale Jackie začně na střelnici pracovat a dozví se o nenávisti Lou vůči svému švagrovi, rozhodne se – podpořena opiáty – jednat. Romantický lesbický vztah dostává výrazné trhliny.

## Produkce
Snímek se natáčel v Novém Mexiku s podporou místního filmového fondu. Jedná se o druhý celovečerní film britské režisérky Rose Glass, která napsala scénář společně s Weronikou Tofilskou.

## Uvedení
Snímek byl uveden v premiéře na festivalu v Sundance v lednu 2024. Do českých kin jej uvedla distribuční společnosti Aerofilms pod názvem Zatracená krvavá láska. Snímek bývá přirovnáván k tvorbě Quentina Tarantina, Davida Cronenberga nebo Davida Lynche. Ústřední dvojice pak odkazuje k filmu Thelma & Louise.

## Obsazení
| Kristen Stewartová | Lou     |
| Katy O'Brian       | Jackie  |
| Ed Harris          | Lou st. |
| Anna Baryshnikov   | Daisy   |
| Dave Franco        | JJ      |